# Cassette Vision
Epoch (Super) Cassette Vision foi um console de videogame feito pela Epoch e lançado no Japão em 30 de julho de 1981.  Apesar do nome, o console usava cartuchos, e não cassetes, e tem a distinção de ser o primeiro console programável de videogame a ser feita no Japão.  Os seus gráficos eram menos refinado do que o Atari 2600, e os controles foram apenas 4 botões (2 a um jogador, 1 de movimento horizontal, vertical para 1) o console construído em si mesmo, juntamente com fogo 2 botões para um jogador. Embora o Cassette Vision não foi uma fantástica vendedor, conseguiu desovar à saída de uma menor, chamado a versão mais barata Cassette Vision Jr. e um sucessor chamado de Super Cassette Vision.  Este último foi lançado em 1984, e foi vendido na Europa, com pouco sucesso.  Exceto para os seus falhou, o Game Pocket Computer sistema, que a Epoch nunca tinha lançado para outro sistema.

## Jogos do Cassette Vision
- Astro Command
- Baseball
- Battle Vader
- Big Sports 12
- Elevator Panic
- Galaxian
- Grand Champion
- Kikori no Yosaku
- Monster Block
- Monster Mansion

## Jogos do Super Cassette Vision
- Giants Hara Tatsunori no Super Base Ball
- Astro Wars
- Astro Wars II - Battle in Galaxy
- BASIC Nyuumon
- Boulder Dash
- Comic Circus
- Doraemon
- Dragon Ball - Dragon Dai Hikyou
- Dragon Slayer
- Elevator Fight
- Lupin III
- Mappy
- Milky Princess
- Miner 2049er
- Nebula
- Nekketsu Kung-Fu Load
- Pole Position II
- Pops and Chips
- Punch Boy
- Rantou Pro-Wrestling
- Shougi Nyuumon
- Sky Kid
- Star Speeder
- Super Base Ball
- Super Golf
- Super Mahjong
- Super Sansu-Puter
- Super Soccer
- TonTon Ball
- WaiWai(Y2) Monster Land
- Wheelie Racer